# 坚硬黄耆
坚硬黄耆（学名：Astragalus rigidulus）是豆科黄芪属的植物。分布在不丹、锡金、尼泊尔以及中国大陆的西藏等地，生长于海拔3,800米至5,200米的地区，见于山坡草地及河滩砂砾地，目前尚未由人工引种栽培。